# Campionat de Catalunya d'autocròs
El Campionat de Catalunya d'autocròs és la màxima competició d'aquesta modalitat que es disputa a Catalunya. Organitzat per la Federació Catalana d'Automobilisme (FCA) anualment des de 1980, el campionat inclou curses celebrades en diferents indrets del país i es disputa en dues categories: Turismes i TT.

## Palmarès
Font:
A 5 de desembre de 2016
| Any                      | Turismes      | TT                    |
| ------------------------ | ------------- | --------------------- |
| 1980                     | Josep Freile  | Pere Maimí            |
| 1981                     | Joan Font     | Josep Nicolau         |
| 1982                     | Josep Freile  | Sadurní Tarrés        |
| 1983                     | Josep Freile  | Josep Maria Cadellans |
| 1984                     | Mario Muñoz   | A. P. Boyer           |
| 1985                     | Emili Farina  | Baldiri Massegur      |
| 1986                     | ?             | ?                     |
| 1987                     | Ferran Cañadó | Baldiri Massegur      |
| 1988 - 2016: Sense dades |               |                       |